# Бейен, Пет
Пет Бейен (нидерл. Peet Bijen; родился 28 января 1995, Хенгело, Нидерланды) — нидерландский футболист, защитник.

## Клубная карьера
Бейен — воспитанник футбольной академии клуба «Твенте». В начале 2013 года Пет был включён в заявку команды на сезон. 5 августа в поединке против «Осса» дебютировал в Эрстедивизи за дублирующий состав. 4 апреля 2015 года в матче против ПСВ он дебютировал в Эредивизи. 18 октября в поединке против НЕК забил свой первый гол за «Твенте».
31 августа 2021 года расторг контракт с АДО и перешёл в «Эммен».

## Международная карьера
В 2015 году Бейен в составе молодёжной сборной Нидерландов принял участие в Турнире в Тулоне.

## Достижения
«Твенте»
- Победитель Первого дивизиона Нидерландов: 2018/19

«Эммен»
- Победитель Первого дивизиона Нидерландов: 2021/22